# Tamba basiscripta
Tamba basiscripta är en fjärilsart som beskrevs av Walker 1864. Tamba basiscripta ingår i släktet Tamba
 och familjen nattflyn. Inga underarter finns listade i Catalogue of Life.